# Галсуа
Галсуа (фін. Halsua) — громада в провінції Центральна Пог'янмаа, Фінляндія. Загальна площа території — 428,33 км, з яких 15,63 км² — вода. 

## Демографія
На 31 січня 2011 в громаді Галсуа проживало 1287 чоловік: 676 чоловіків і 611 жінок. 
Фінська мова є рідною для 98,84% жителів, шведська — для 0,54%. Інші мови є рідними для 0,62% жителів громади. 
Віковий склад населення: 
- до 14 років — 15,38%
- від 15 до 64 років — 59,44%
- від 65 років — 25,33%

Зміна чисельності населення за роками:  
| Рік  | Чисельність |
| ---- | ----------- |
| 1980 | 1625        |
| 1990 | 1665        |
| 2000 | 1547        |
| 2010 | 1289        |
| 2011 | 1 287       |